# Fregaty typu Commandant Rivière
Fregaty typu Commandant Rivière – seria dziewięciu francuskich fregat, zbudowanych na przełomie lat 50. i 60. XX wieku dla Marine nationale. Okręty przeznaczone były głównie do służby patrolowej w czasie pokoju oraz zwalczania okrętów podwodnych. Cztery podobne okręty zostały zbudowane dla portugalskiej marynarki wojennej jako fregaty typu João Belo.
Okręty typu Commandant Rivière zostały wycofane ze służby w latach 90. XX wieku, a trzy z nich sprzedane do Urugwaju.

## Okręty
- F725 "Victor Schœlcher" - sprzedany do Urugwaju w 1988 jako "General Artigas"
- F726 "Commandant Bory"
- F727 "Amiral Charner" - sprzedany do Urugwaju w 1991 jako "Montevideo"
- F728 "Doudart de Lagrée"
- F729 "Balny"
- F733 "Commandant Rivière"
- F740 "Commandant Bourdais" - sprzedany do Urugwaju w 1990 jako "Uruguay"
- F748 "Protet"
- F749 "Enseigne de Vaisseau Henry"